# Travanca de Tavares
Travanca de Tavares ist ein Ort und eine ehemalige Gemeinde (Freguesia) im portugiesischen Kreis Mangualde. Die Gemeinde hatte 114 Einwohner (Stand 30. Juni 2011).
Am 29. September 2013 wurden die Gemeinden Travanca de Tavares, Chãs de Tavares und Várzea de Tavares zur neuen Gemeinde União das Freguesias de Tavares (Chãs, Várzea e Travanca) zusammengeschlossen.